# 国家博物馆 (布拉格)

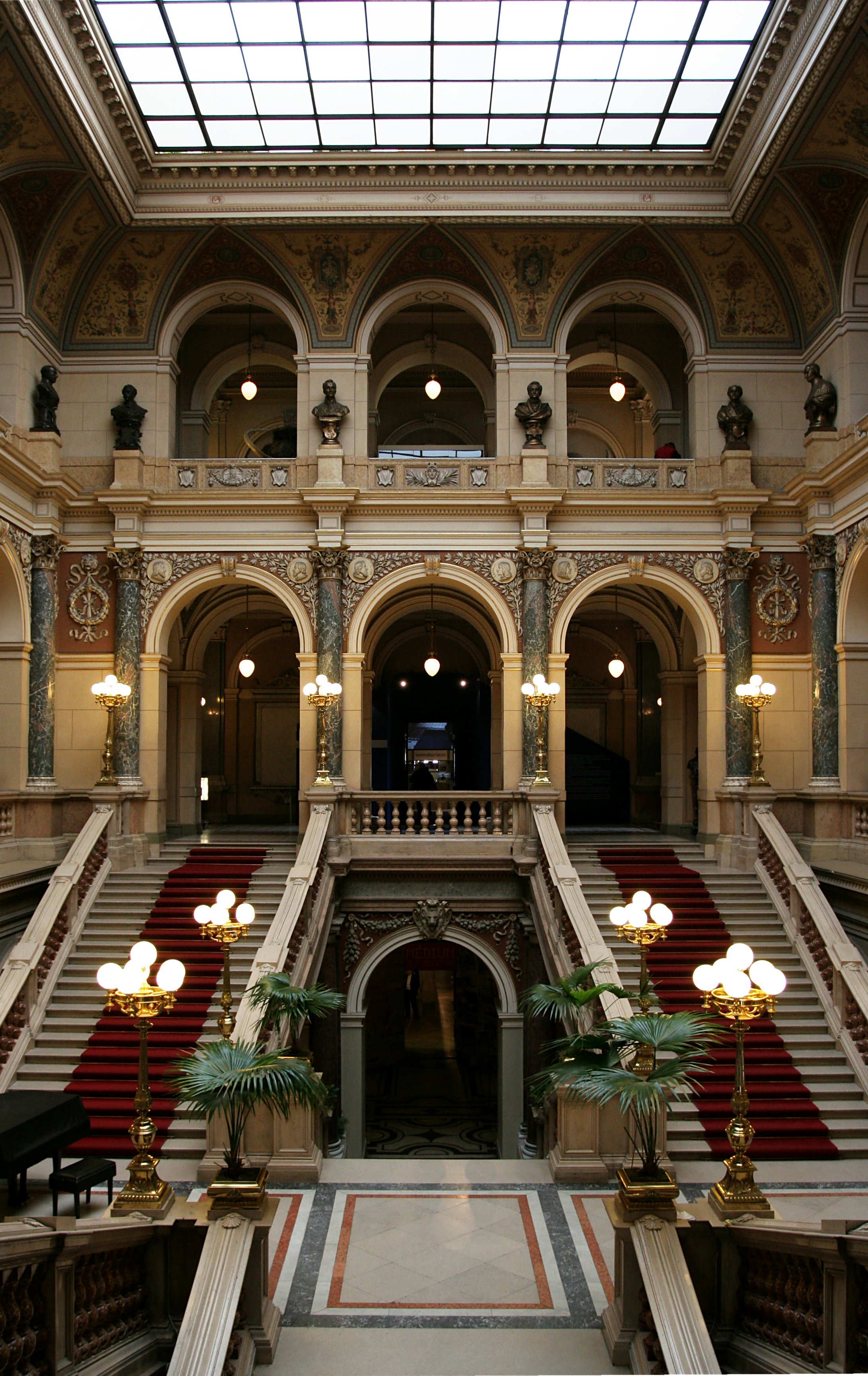
大厅

国家博物馆（捷克語：Národní muzeum）是捷克首都布拉格的一座公共博物馆，建立于法国大革命之后的1818年4月15日。
博物馆位于瓦茨拉夫广场顶端，由捷克著名新文艺复兴建筑师 Josef Schulz 建于1885 - 1891年，此前临时借用几座贵族的府邸。 
1945年这座建筑受到炸弹轰炸，但藏品已被转移，未受破坏。1947年重新开放。1968年苏军武器使博物馆立面严重受损，砂岩石柱被枪击形成许多弹坑，一些雕像也受到损坏。1970-1972年进行了修复，但是损坏仍能看出，因为修补弹坑用的是另一种砂岩。